# Ahlefeld-Bistensee
Ahlefeld-Bistensee est une municipalité allemande située dans le land du Schleswig-Holstein et dans l'arrondissement de Rendsburg-Eckernförde. En 2015, sa population est de 496 habitants.